# Вісник Кагарличчини
«Ві́сник Кагарли́ччини» — кагарлицька районна газета. Виходить з 12 квітня 1930 року щоп'ятниці. Реєстраційне свідоцтво КІ № 570 від 28 грудня 2000 року. Розповсюджується в Кагарлицькому районі і містах Кагарлик та Ржищів Київської області.

## Історія видання
12 квітня 1930 року вийшов перший номер «Голосу колективіста». На сторінках «Голосу колективіста» порушувалися злободенні питання. Робітничі і сільські кореспонденти писали до газети, як вони організовують виробництво, ділилися думками з приводу кращого господарювання на землі.
Загалом за час свого існування газета мала дев'ять назв:
- 1930-1932 — «Голос колективіста»;
- 1932-1938 — «За суцільну колективізацію»;
- 1938-1939 — «Будівник соціалізму»;
- 1944-1945 — «Колгоспна правда»;
- 1945-1947 — «Червона нива»;
- 1947-1962 — «Колгоспне слово»;
- 1962-1991 — «Будівник комунізму»;
- 1991-2000 — «Кагарлицькі вісті»;
- з 2001 — «Вісник Кагарличчини»[1].

За роки існування редакцію газети очолювало 19 редакторів: Ю.Бишовий, Т.Воронецький, В.Павленко, Ф.Середа, І.Потеря, П.Проданюк, О.Андрієвський, Г.Тимошівська, Я.Полулях, О.Костенко, Ф.Машовець, І.Гусячий, М.Тригуб, Г.Піхало, П.Романіка, М.Горбач, П.Малєєв, Т.Пальонко, С.Михайловський.
На початку 60-х газета «Будівник комунізму» кілька років охоплювала життя чотирьох районів: Кагарлицького, Ржищівського, Обухівського та Миронівського.
Нині в редакції працюють 7 осіб: редактор Валентин Владіміров, заступник редактора Олексій Адаменко, завідувачі відділів Станіслав Михайловський та Наталія Кравець, верстальник-дизайнер Олександра Авуєва, коректор Марія Загорулько та бухгалтер Леся Кармазин.
У 2009 році колишньому фотокореспонденту і завідувачеві відділу газети Володимиру Леонтійовичу Присяжнюку було присвоєно звання Заслуженого журналіста України.
У 2018 році в результаті реформування засновником газети стало Приватне підприємство "Інформаційно-рекламне бюро «Відкриті комунікації»
Сьогодні на шпальтах «Вісника Кагарличчини» друкуються публікації, присвячені питанням аграрного сектора економіки, розвитку підприємництва і фермерства, соціальної сфери, освіти та культури, основним подіям в Україні, Київській області, світі. Періодично — тематичні сторінки для дітей, молоді, жінок, літературна.